# Casa Berri-Meregalli (via Barozzi)
La seconda casa Berri Meregalli è un edificio di Milano situato in via Barozzi al civico 7.

## Storia e descrizione
La casa fu realizzata a partire dal 1911 assieme agli altri due palazzi nella stessa zona, palazzo Berri Meregalli e la prima casa Berri Meregalli. La casa, a differenza delle altre due, fu realizzata in uno stile più classicheggiante, i cui elementi mostrano una leggera semplificazione in chiave modernista: il pian terreno è decorato con un bugnato rustico, mentre il piano superiore è realizzato con conci di pietra di differenti dimensioni. Il piano nobile presenta come decorazione, oltre ad un possente balcone con mensole decorate con teste di animali mitologici, finestre con timpani triangolari aventi all'interno dei mascheroni.